# Tamara Milutinović
Tamara Milutinović (serbisch-kyrillisch Тамара Милутиновић; * 18. November 2001) ist eine serbische Leichtathletin, die sich auf den Sprint spezialisiert hat.

## Sportliche Laufbahn
Erste internationale Erfahrungen sammelte Tamara Milutinović im Jahr 2018, als sie bei den U18-Europameisterschaften in Győr mit 57,81 s im Halbfinale im 400-Meter-Lauf ausschied und mit der serbischen Sprintstaffel (1000 m) mit 2:14,73 min den Finaleinzug verpasste. 2021 belegte sie bei den Balkan-Meisterschaften in Smederevo in 23,94 s den achten Platz im 200-Meter-Lauf und gewann mit der serbischen 4-mal-100-Meter-Staffel in 45,58 s die Silbermedaille, während sie mit der 4-mal-400-Meter-Staffel in 3:42,66 min den vierten Platz belegte. Im Jahr darauf wurde sie bei den Balkan-Meisterschaften in Craiova mit 24,60 s Siebte über 200 Meter und gelangte im Staffelbewerb mit 45,37 s auf Rang vier. Anschließend schied sie bei den Mittelmeerspielen in Oran mit 24,48 s im Vorlauf über 200 Meter aus. 2023 wurde sie bei der 2. Liga der Team-Europameisterschaft im Rahmen der Europaspiele in Chorzów mit der 4-mal-100-Meter-Staffel disqualifiziert und anschließend schied sie bei den U23-Europameisterschaften in Espoo mit 23,95 s im Vorlauf über 200 Meter aus. Daraufhin belegte sie bei den Balkan-Meisterschaften in Kraljevo in 23,88 s den achten Platz über 200 Meter und siegte in 44,65 s im Staffelbewerb. 2025 kam sie bei der 2. Liga der Team-Europameisterschaft in Maribor über 200 Meter sowie in der 4-mal-100-Meter-Staffel zum Einsatz. Anschließend belegte sie bei den Balkan-Meisterschaften in Volos in 24,33 s den sechsten Platz im A-Lauf über 200 Meter und gewann in 45,01 s die Silbermedaille hinter dem griechischen Team.
2020 wurde Milutinović serbische Meisterin im 200-Meter-Lauf im Freien sowie 2019 in der Halle.

## Persönliche Bestleistungen
- 200 Meter: 23,57 s (+1,6 m/s), 15. Juni 2025 in Kruševac
  - 200 Meter (Halle): 24,82 s, 7. Februar 2021 in Belgrad
- 400 Meter: 56,30 s, 21. Juni 2018 in Istanbul